# 新大嶼山巴士37M線

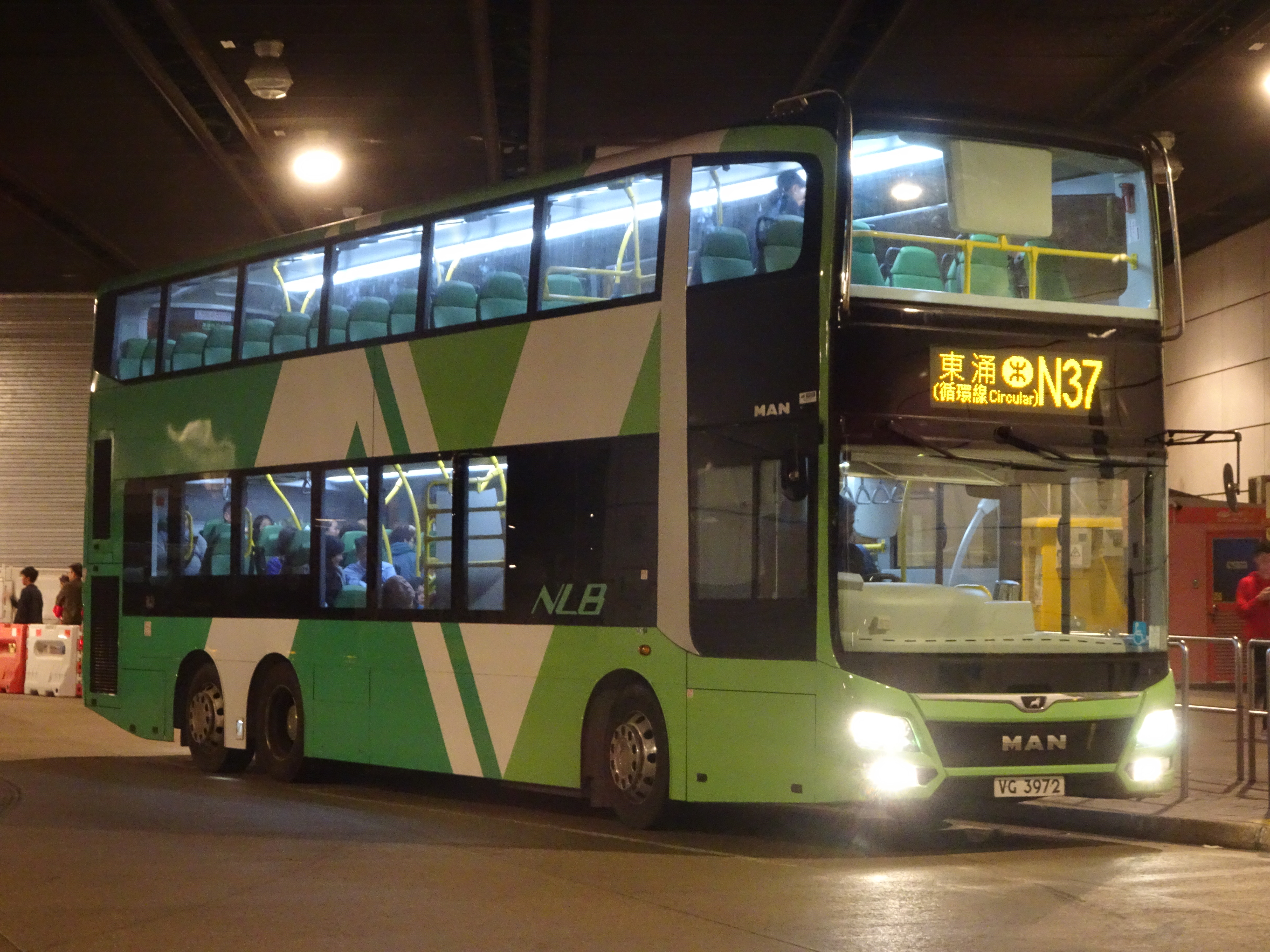
新大嶼山巴士N37線

新大嶼山巴士37M線是香港一條位於東涌的巴士線，來往港鐵東涌站和迎東邨，於2016年4月1日開辦。主要為東涌北公共屋邨迎東邨、私人住宅昇薈及東環之居民提供直達東涌市中心及接駁港鐵之服務。
新大嶼山巴士N37線是香港大嶼山的一條巴士路線，其起訖點與常規的37M線相同，但加經映灣園一帶（文東路及惠東路），其功能是為凌晨2時前為迎東邨、昇薈及東環的入伙產生新增之深宵時段交通需求。

## 歷史
鑒於東涌北一帶的住宅項目陸續落成，嶼巴於2015-2016年度巴士路線計劃中建議於2015年第4季增設輔助路線37M，循環往返東涌第56區（即迎東路以東的公共房屋地盤，該項目隨後命名為迎東邨，預計2017年初落成）及東涌站，初時派5輛單層巴士和小巴行走，後來於2016年尾又增派數輛雙層巴士行走，以應付區內迫切需求。
另外由於東涌55B區（即迎東路以西）的私人屋苑昇薈及東環已在2016年初至2017年初相繼入伙，嶼巴遂先行開辦本線，以方便上述屋苑居民接駁鐵路。
2017年1月1日起，因應包含在東涌第56區公共房屋發展計劃內的一段迎東路（即北段）完工，本線總站遷至迎東路迎福樓外。
2017年5月17日起，新增深宵路線N37線，起訖點與37M線相同，但改經文東路（映灣園），而不經迎禧路。
2020年6月29日起，37M線提早頭班車開出時間至05:30。
2021年6月20日：往迎東邨方向增設迎禧路「裕雅苑」站
2022年10月10日：新增與38及39M線的八達通轉乘優惠。
2023年3月27日：37M線除星期一至五06:50至07:58班次外，往東涌站方向繞經怡東路，並增停怡東路「裕雅苑」及「裕雅商場」站。
2023年10月30日：37M線星期一至五上午不經怡東路之時段延長為06:50至08:30。
2025年7月1日：37M線往迎東邨方向增停東涌海濱路「東涌社區聯絡中心」站。

## 服務時間及班次
37M
| 迎東邨開             | 迎東邨開    | 迎東邨開     |
| 日期                 | 服務時間    | 班次（分鐘） |
| -------------------- | ----------- | ------------ |
| 星期一至五           | 05:30       | 05:30        |
| 星期一至五           | 05:40-06:15 | 11-12        |
| 星期一至五           | 06:25       |              |
| 星期一至五           | 06:35-08:30 | 5-8          |
| 星期一至五           | 08:30-18:00 | 10           |
| 星期一至五           | 18:00-20:20 | 6-8          |
| 星期一至五           | 20:20-00:50 | 10           |
| 星期六、日及公眾假期 | 05:30       | 05:30        |
| 星期六、日及公眾假期 | 05:40-06:40 | 12           |
| 星期六、日及公眾假期 | 06:40-09:00 | 10           |
| 星期六、日及公眾假期 | 09:00-00:48 | 12           |

N37
- 每日迎東邨開：01:00、01:15、01:30、01:45、02:00

## 收費
37M
全程：$3.9
| - 12歲以下小童及65歲或以上長者乘搭本線可獲半價優惠。 - 65歲或以上長者以八達通（包括「樂悠咭」）乘搭本線亦可享有車資折扣，應繳車費如上方所示，或可向車長查詢。 - 持有當日有效「大嶼通」或「大澳通」乘車證之乘客，上車時向車長出示有效乘車證，可乘搭本線。 - 65歲或以上長者使用長者或個人八達通（包括「樂悠咭」）繳付車資，均可享有每程$2.0或長者優惠車費（以較低者為準）的票價優惠；12歲以下合資格殘疾兒童使用「殘疾人士身份」個人八達通繳付車資，均可享有每程$2.0或半價（以較低者為準）的票價優惠；12至64歲合資格殘疾人士使用「殘疾人士身份」個人八達通，以及60至64歲香港居民使用「樂悠咭」繳付車資，均可享有每程$2.0或全費（以較低者為準）的票價優惠。 - 乘客可以現金或八達通於上車時付款，不設找續。 - 每位成人乘客可免費攜帶最多兩名4歲以下而不佔座位的兒童乘客乘車，超額之4歲以下小童必須繳付小童車費乘車。 - 新大嶼山巴士全職員工及家屬（不包括外判職員）可免費乘搭本路線，惟必須出示職員證或家屬證。 - 乘客亦可使用AlipayHK「易乘碼」、支付寶及WeChatHK／微信支付「搭車碼」繳付車資。乘客使用此支付方式，將不能享有與其他嶼巴路線之轉乘優惠、「公共交通費用補貼計劃」及「長者及合資格殘疾人士公共交通票價優惠計劃」；而使用WeChatHK／微信支付「搭車碼」亦不能享有小童／長者半價優惠。 |

N37
全程：$5.4
| - 本線設有12歲以下小童及65歲或以上長者半價優惠。 - 65歲或以上香港居民使用「樂悠咭」，以及12歲以下合資格殘疾兒童使用「殘疾人士身份」個人八達通繳付車資，均可享有每程$2.0或半價（以較低者為準）的票價優惠；12至64歲合資格殘疾人士使用「殘疾人士身份」個人八達通（包括「樂悠咭」），以及60至64歲香港居民使用「樂悠咭」繳付車資，均可享有每程$2.0或全費（以較低者為準）的票價優惠。 - 65歲或以上長者如使用長者或一般個人八達通繳付車資，則只可享有半價優惠；12至64歲合資格殘疾人士如不使用「殘疾人士身份」個人八達通，以及60至64歲人士如不使用「樂悠咭」繳付車資，必須繳付全費。 - 乘客可以現金或八達通於上車時付款，不設找續。 - 每位成人乘客可免費攜帶最多兩名4歲以下而不佔座位的兒童乘客乘車，超額之4歲以下小童必須繳付小童車費乘車。 - 新大嶼山巴士全職員工及家屬（不包括外判職員）可免費乘搭本路線，惟必須出示職員證或家屬證。 - 乘客亦可使用AlipayHK「易乘碼」、支付寶及WeChatHK／微信支付「搭車碼」繳付車資。乘客使用此支付方式，將不能享有與其他嶼巴路線之轉乘優惠、「公共交通費用補貼計劃」及「長者及合資格殘疾人士公共交通票價優惠計劃」；而使用WeChatHK／微信支付「搭車碼」亦不能享有小童／長者半價優惠。 |

### 八達通轉乘優惠
- 港鐵：乘搭37或N37線上車後1小時內於東涌站轉乘港鐵，或由東涌站出閘後轉乘37或N37線，成人可享有$1折扣優惠（不適用於其他乘客，包括學生及殘疾人士）
- 巴士：乘搭37線上車後1.5小時內轉乘E11/E11A、E21、E22、E22A、E23/E23A、E32、E33/E33P、E36/E36P/E36S、E37、E41、E42線，或由左列路線上車後2.5小時內轉乘37線，可享有$1折扣優惠（小童／長者則可享有$0.5折扣優惠；不適用於N37線）

## 用車
現時本線用車5輛，以猛獅A95為主力。
此路線開辦初期的用車包括使用三菱ROSA、猛獅NL263、猛獅NL273、猛獅A91、青年JNP6122G。後來因昇薈、東環及迎東邨陸續入伙而改以猛獅A95為主力。

## 行車路線
經：迎東路、迎禧路、東涌海濱路、順東路、達東路、東涌站巴士總站、達東路、順東路、東涌海濱路、迎禧路及迎東路。 
N37線不經斜體字之路段，而改經文東路及惠東路。

### 沿線車站
| 迎東邨開 | 迎東邨開     | 迎東邨開       |
| 序號     | 車站名稱     | 位置           |
| -------- | ------------ | -------------- |
| 1        | 迎東邨       | 迎東邨巴士總站 |
| 2        | 昇薈（南行） | 迎東路         |
| 3*       | 迎禧路       | 迎禧路         |
| ^        | 映灣園二期   | 文東路         |
| ^        | 怡東路       | 文東路         |
| ^        | 怡文中學     | 文東路         |
| ^        | 海堤灣畔     | 惠東路         |
| 4        | 東涌纜車站   | 達東路         |
| 5        | 東涌港鐵站   | 東涌站巴士總站 |
| ^        | 海堤灣畔     | 惠東路         |
| ^        | 藍天海岸     | 文東路         |
| ^        | 映灣園三期   | 文東路         |
| ^        | 映灣園二期   | 文東路         |
| ^        | 映灣園一期   | 文東路         |
| 6*       | 裕雅苑       | 迎禧路         |
| 7*       | 東環         | 迎禧路         |
| 8        | 昇薈（北行） | 迎東路         |
| 9        | 迎東邨       | 迎東邨巴士總站 |

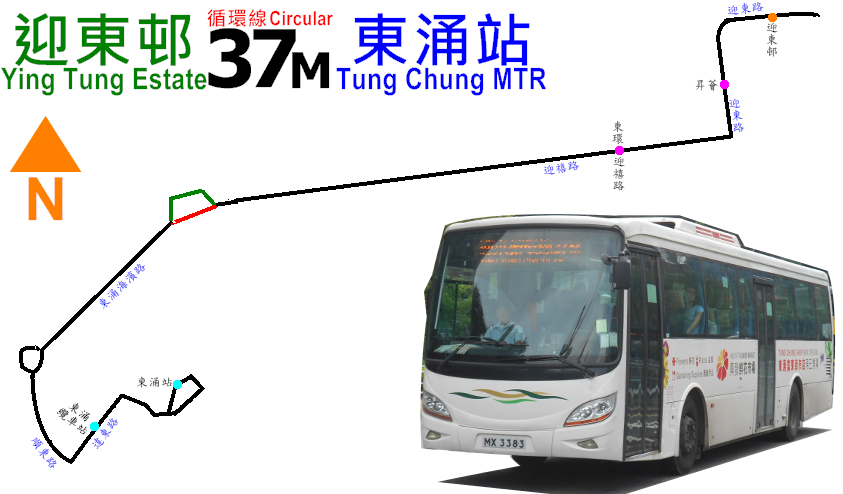
37M線的走線圖

- 註：N37線不停有 * 號之車站，改停有 ^ 號之車站。